# Мэрия Ангры-ду-Эроишму
Мэрия Ангры-ду-Эроишму (порт. Paços do Concelho de Angra do Heroísmo) — дворец муниципального органа власти в городе Ангра-ду-Эроишму (Асориш, Португалия). 

## История
Первое организованное муниципальное собрание состоялось в 1474 году. Созванный Жуаном Вашим Корте Реалом, первый Сенат Ангры собрался на месте нынешнего здания. В 1534 году посёлок получил статус города. Первое изображение муниципального центра появилось в 1589 году, на нём была изображена небольшая площадь, в письме Яна Гюйгена ван Линсхотена. 
В 1608 году землетрясение повредило многие здания в городе. В 1610-1611 годах здание было перестроено. Центральная часть включала аркаду с пятью закруглёнными арками, увенчанную верандой, поддерживающей архитрав, и доступную по боковым лестницам. На вершине центрального крыла находилась двухэтажная прямоугольная колокольня, увенчанная пинаклями. Кроме муниципальной службы здесь же находились тюремные и судебные службы. 
15 марта 1830 года Ангра была названа столицей Португалии под регентством Ангры, когда либералы поддержали правление королевы Марии II. В то время Мигел I из-за событий, приведших к Либеральным войнам, был королём Португалии, узурпировавшим власть своей племянницы. Либеральные силы Азорских островов поддержали молодую королеву, и было установлено регентство Ангры в качестве её правительства в изгнании. Это прогрессивное управление привело к административным реформам 1831 года, которые позволили создать первый выборный муниципальный совет.
15 марта 1830 года Ангра была названа столицей Португалии под регентством Ангры, когда либералы поддержали правление королевы Марии II. В то время Мигел I из-за событий, приведших к Либеральным войнам, был королем Португалии, узурпировавшим власть своей племянницы. Либеральные силы Азорских островов поддержали молодую королеву, и было установлено регентство Ангры в качестве её правительства в изгнании. Это прогрессивное управление привело к административным реформам 1831 года, которые позволили создать первый выборный муниципальный совет. Благодаря их поддержке, королевским письмом от 12 января 1837 года Корона присвоила городу титул Высокоблагородный, верный и всегда постоянный город Ангра-ду-Эроишму (Mui nobre, leal e sempre constante cidade de Angra do Heroísmo), а также вручила титул Большого креста Башни и Меча. В 1847 году было принято решение о строительстве нового здания, и был заказан план, выполненный в городе Порту богатым торговцем Антониу Жозе Родригесом Фартурой. Начало проекта пришлось на 15 июня 1847 года. 11 августа 1849 года был заложен краеугольный камень современного муниципального здания, приуроченный к 20-й годовщине битвы при Прае. Несколько лет спустя 10 марта 1865 года название площади перед мэрией было изменено на площадь Восстановления (Praça da Restauração). Новое здание было открыто 11 августа 1866 года.
Главный зал был переделан в 1901 году для приёма короля Карлуша I и королевы Амелии Орлеанской. В первой четверти XX века витраж возле лестницы был изготовлен из лиссабонского стекла и установлен Авраамом Дэвисом Эбботом. В 1950-х годах мебель в зале собраний была сделана из палисандра школой Фонда Рикарду Эшпириту Санту Силвы. Драпировки, балдахины и другие элементы главного зала были переделаны во время визита президента Кравейру Лопеша Марешал в 1957 году. В 1960 году бюст инфанта Генриха Мореплавателя работы португальского скульптора Нумидио Бессоне был открыт в здании, кохда отмечали 500-летие со дня его смерти. Землетрясение 1 января 1980 года нанесло сильное ущерб зданию. После восстановления в 2004 году здание было включено в историческую зону Ангры-ду-Эроишму.
- Фольклорный фестиваль перед дворцом
- Герб города
- Парадная лестница
- Витражи

## Архитектура
Муниципальный дворец расположен в историческом центре города. Западный фасад выходит на площадь Праса-Велья, вымощенную португальским камнем. Непосредственно вокруг площади на севере расположена часовня Носа-Сеньора-да-Сауде, а на западе здание крупного банка Caixa Geral de Depósitos. Также рядом с мэрией расположен монастырь Святого Франциска, часовня Крузейру, церковь Носса-Сеньора-да-Консейсан, Дворец Сильвейра и Паулу, собор Се Ангра-ду-Эроижму, и Коледжо-де-Санту-Инасио рядом с садом герцога Терсейры.
Муниципальный зал представляет собой простой прямоугольный план, покрытый плиточным потолком. Двухэтажный фасад украшен угловым камнем с оконными подоконниками на первом этаже. Второй этаж окружён камнем, заканчивающимся простыми карнизами, украшенными белым цветом. Главный фасад ориентирован на запад и включает пять секций с прямоугольным фронтисписом и зубчатыми карнизами, увенчанными мраморной женской статуей, представляющей город Ангра. Тимпан фронтисписа украшен городским гербом, который включает рельефные растительные мотивы на камне. Первый этаж включает три секции, разделённые пилястрами, которые включают центральный портик с арочным дверным проёмом и боковые секции с соответствующими квадратными дверями, увенчанными полукруглыми закругленными окнами. Остальные оконные блоки на главном этаже представляют собой двухсекционные группы прямоугольных окон, увенчанные меньшими арочными окнами, обрамлёнными камнем. На втором этаже находятся высокие окна-двери с коваными верандами, увенчанные карнизами и подоконниками.
За главным входом расположен большой вестибюль с фронтальной галереей, которая включает аркаду из трёх закруглённых арок над центральными пилястрами, покрытыми ложными крестообразными сводчатыми потолками из лепнины. От центральной арки идёт лестница, ведущая на последующие этажи, с площадкой и последующими параллельными маршами на второй этаж. На промежуточной площадке находится бюст инфанта Генриха Мореплавателя, окружённый тремя большими прямоугольными витражами с изображениями геральдики города, а в центре — национальной геральдикой.
На втором этаже залы украшены тканями с растительными мотивами. В вестибюле с колоннами по обеим сторонам доминируют ковёр Аррайолуш, деревянный буфетный стол, датируемый XVIII веком, с серебряными канделябрами, по бокам которого стоят стулья из старого зала заседаний. Сессионный, или «благородный», зал с мебелью из розового дерева и тремя резными гербами, использовавшимися на протяжении столетий, и большой зал с эмалевым потолком с муниципальными знаками отличия.
- Мебель второго этажа и витражи
- Зал заседаний с портретами регентов Ангры
- Зал заседаний